# Francisco Gamarra
Francisco Gamarra Abella (Melo, 24 de julio de 1892 - 13 de febrero de 1987) fue un abogado, magistrado y político uruguayo. Ejerció como Ministro de la Suprema Corte de Justicia, Ministro del Interior y Canciller de la República Oriental del Uruguay.

## Biografía
Estudió en la Facultad de Derecho y Ciencias Sociales de la Universidad de la República, donde obtuvo el título de abogado en diciembre de 1920. Comenzó su carrera de magistrado como Fiscal Letrado de Maldonado en febrero de 1921. En 1924 fue designado Juez Letrado Departamental de Artigas, ocupando ese cargo en varios departamentos hasta que en 1929 fue promovido a Juez Letrado de Montevideo. 
En 1941 fue designado para el Tribunal de Apelaciones y en 1947 la Asamblea General Legislativa lo nombró Ministro de la Suprema Corte de Justicia, cargo que desempeñó hasta 1953. 
En 1954 presidió la delegación uruguaya a la Asamblea General de Naciones Unidas. En 1955 ocupó el cargo de Ministro del Interior y en 1956 el de Canciller de la República durante el gobierno de Luis Batlle Berres.
Con posterioridad a su retiro de la magistratura, la Corporación le honró colocando en uno sus salones una placa en su memoria, en la cual reza: "Maestro de Jueces". En su ciudad natal, Melo (departamento de Cerro Largo), una calle lleva su nombre.